# Toscanos
Toscanos és un jaciment arqueològic fenici situat en una illa a la desembocadura del riu Vélez, al municipi de Vélez-Màlaga, a la província de Màlaga, de mitjan segle VIII a. C.
El jaciment va ser descobert per casualitat enmig de la recerca d'un altre assentament, en aquest cas grec, el jaciment de Mainake. En l'actualitat, Toscanos és una excavació arqueològica en procés, que permet intuir les línies urbanístiques de cases alineades en carrers o places, de planta regular, sòcol de pedra, tova per als paraments i sostres aterrassats. Les diverses mides dels habitatges poden indicar les diferències socials dels seus inquilins. Un dels edificis més grans, d'uns 150 m², va poder ser un magatzem de doble altura i superfície repartida en tres naus, construït al segle VII a. C. període més pròsper de la colònia. Aleshores, la població s'estimava entre 1000 i 1500 habitants.
Durant els anys 2019 i 2020 s'han produit diversos moviments, tant de caràcter social com institucional, per tal de preservar i reordenar aquest jaciment arqueològic.